# Boscs d'Acàcia-Baikiaea de Kalahari
Els boscs d'Acàcia-Baikiaea de Kalahari és una ecoregió localitzada en Botswana, nord de Namíbia, Sud-àfrica i Zimbàbue.

## Configuració
Aquests boscos de baixa densitat arbòria cobreixen el centre del sud d'Àfrica, des del nord de Namíbia fins a sud-est de Botswana i fins al bloc Tuli de Sud-àfrica. A Botswana hi ha una altra àrea al nord del delta de l'Okavango i del Pan Makgadikgadi cap a la frontera del parc nacional de Chobe i després a l'est fins a la frontera amb Zimbàbue. Tot això és semiàrid, amb poca aigua superficial. Les sequeres es produeixen aproximadament cada set anys. Les precipitacions, quan es produeixen, són principalment a l'estiu, d'octubre a març.

## Flora
La flora depèn de la disponibilitat d'aigua. La secció nord a l'oest del delta de l'Okavango i cap a Namíbia té un clima més humit i el bosc dominat per Baikiaea plurijuga amb sabana arbustiva. A les zones dures del sud, el clima es fa més àrid i les plantes estan dominades per acàcies xeròfiles.

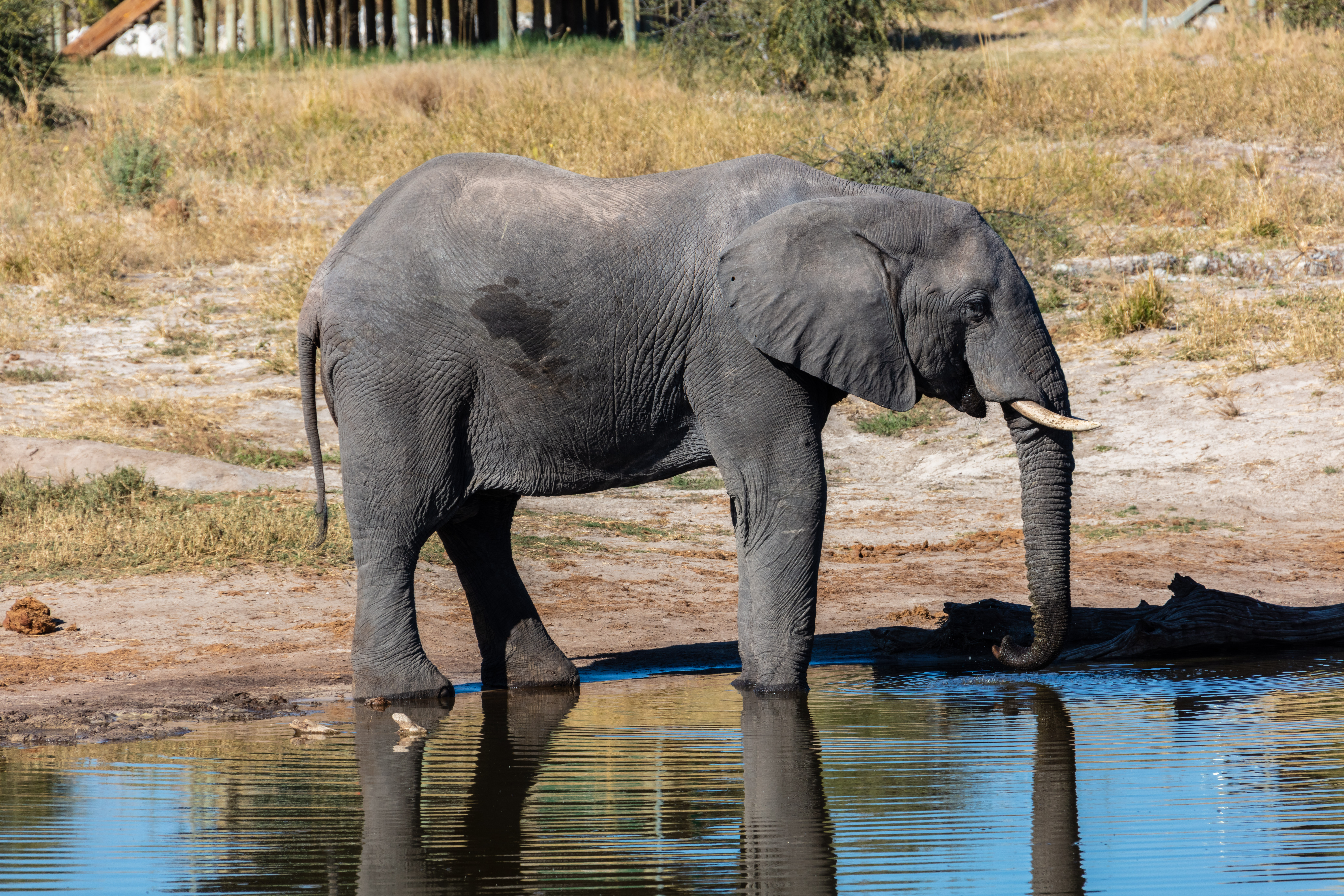
Elefant blanc de la sabana, Botswana, 2018

## Fauna
La fauna inclou el rinoceront blanc i negre. Els gossos salvatges i l'elefant també són notables. Els grans mamífers que migren a través de la regió inclouen nyu blau (Connochaetes taurinus), eland (Taurotragus oryx), zebra (Equus burchelli), búfal africà (Syncerus caffer) i búfal vermell (Alcelaphus buselaphus). La regió és rica en fauna avícola, inclòs el calau de Bradfield (Tockus bradfieldi).

## Amenaces i preservació
Els problemes de la regió inclouen la població humana baixa però creixent i l'augment de la ramaderia. El moviment anual dels grans herbívors és ara detingut per tanques de control veterinari dirigides a la febre aftosa del bestiar boví, amb efectes devastadors sobre la seva capacitat de traslladar-se a fonts d'aigua en temps de sequera. La caça comercial és un element important del turisme a la regió, però la caça il·legal representa la principal amenaça per a la vida salvatge. Les àrees protegides de la regió inclouen la reserva de caça central de Kalahari a Botswana, el parc nacional de Khaudom a Namíbia i el parc nacional de Nxai Pan, però hi ha poca protecció a la zona densa del sud de l'ecoregió. La mina de diamants d'Orapa es troba al centre de la regió, però no representa una amenaça per a la vida salvatge.

## Desert de Kalahari

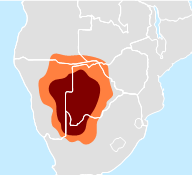
Comparança entre les superfícies del desert del Kalahari i la conca de recepció d'aigua del mateix desert

El desert de Kalahari té una extensió molt més gran que l'ecoregió de Sabana Boscosa d'Acàcia-Baikiaea. L'ecoregió és la part menys desèrtica del Kalahari.